# Spoorlijn Arrou - Nogent-le-Rotrou
De spoorlijn Arrou - Nogent-le-Rotrou was een Franse spoorlijn van Arrou naar Nogent-le-Rotrou. De lijn was 40,6 km lang en heeft als lijnnummer 505 000.

## Geschiedenis
De lijn werd geopend door de Compagnie du chemin de fer d'Orléans à Rouen op 1 mei 1887. Reizigersverkeer werd opgeheven op 7 november 1938. Goederenvervoer tussen Souancé-au-Perche en Nogent-le-Rotrou was er tot 1944 en tussen Arrou en Souancé-au-Perche tot 31 mei 1959. Na buitendiensstelling is de lijn volledig opgebroken.

## Aansluitingen
In de volgende plaatsen is of was er een aansluiting op de volgende spoorlijnen:
Arrou
RFN 500 000, spoorlijn tussen Chartres en Bordeaux-Saint-Jean
Nogent-le-Rotrou
RFN 420 000, spoorlijn tussen Paris-Montparnasse en Brest